# タウンセンド・ソーンダース
タウンセンド・ソーンダース（Townsend Saunders、1967年4月20日 - ）は、アメリカ合衆国の男性レスリング選手、総合格闘家。ニューメキシコ州ホワイトサンズ出身。1996年アトランタオリンピック・レスリングフリースタイル68kg級銀メダリスト。

## 来歴
1996年アトランタオリンピックのレスリングフリースタイル68kg級に出場し、銀メダルを獲得した。
1998年3月13日、総合格闘技デビュー戦となったUFC 16のライト級トーナメント1回戦でパット・ミレティッチと対戦し、1-2の判定負けを喫した。
1999年1月8日、UFC 18でマイキー・バーネットと対戦し、0-3の判定負けを喫した。

## 戦績
| 総合格闘技 戦績 | 総合格闘技 戦績 | 総合格闘技 戦績 | 総合格闘技 戦績 | 総合格闘技 戦績 | 総合格闘技 戦績 | 総合格闘技 戦績 |
| --------------- | --------------- | --------------- | --------------- | --------------- | --------------- | --------------- |
| 2 試合          | (T)KO           | 一本            | 判定            | その他          | 引き分け        | 無効試合        |
| 0 勝            | 0               | 0               | 0               | 0               | 0               | 0               |
| 2 敗            | 0               | 0               | 2               | 0               | 0               | 0               |

| 勝敗 | 対戦相手             | 試合結果           | 大会名                                                     | 開催年月日    |
| ×    | マイキー・バーネット | 15分1R終了 判定0-3 | UFC 18: Road to the Heavyweight Title                      | 1999年1月8日  |
| ×    | パット・ミレティッチ | 15分1R終了 判定1-2 | UFC 16: Battle in the Bayou 【ライト級トーナメント 1回戦】 | 1998年3月13日 |

## 獲得タイトル
- パンアメリカン競技大会 レスリング 男子フリースタイル68kg級 優勝（1991年）
- パンアメリカン競技大会 レスリング 男子フリースタイル68kg級 優勝（1996年）
- 1996年アトランタオリンピック レスリング 男子フリースタイル68kg級 準優勝（1996年）